# Övra Björnåflarken
Övra Björnåflarken är en sjö i Ljusdals kommun i Hälsingland och ingår i Ljusnans huvudavrinningsområde. Sjön har en area på 0,22 kvadratkilometer och ligger 380,1 meter över havet. Sjön avvattnas av vattendraget Voxnan.

## Delavrinningsområde
Övra Björnåflarken ingår i det delavrinningsområde (685465-144247) som SMHI kallar för Utloppet av Övre Björnåflarken. Medelhöjden är 398 meter över havet och ytan är 8,36 kvadratkilometer. Räknas de 44 avrinningsområdena uppströms in blir den ackumulerade arean 344,4 kvadratkilometer. Voxnan som avvattnar avrinningsområdet har biflödesordning 2, vilket innebär att vattnet flödar genom totalt 2 vattendrag innan det når havet efter 208 kilometer. Avrinningsområdet består mestadels av skog (47 procent) och sankmarker (44 procent). Avrinningsområdet har 0,22 kvadratkilometer vattenytor vilket ger det en sjöprocent på 2,6 procent.